# Aleksandr Dmitrijev
Aleksandr Dmitrijev (* 18. Februar 1982 in Tallinn; russisch Александр Дмитриев) ist ein estnischer Fußballspieler, ehemaliger Mittelfeldspieler der estnischen Fußballnationalmannschaft und Fußballtrainer.

## Vereinskarriere
Im Alter von 16 Jahren, 1998, gab Dmitrijev sein Debüt in der Esiliiga B beim Tallinna JK. Im Jahr 1999 spielte er bereits beim FC TVMK Tallinn in der Meistriliiga. Innerhalb zweier Spielzeiten bestritt er 15 Spiele, wurde aber hauptsächlich als Reservespieler eingesetzt. Er spielte für kurze Zeit in der Esiliiga beim HÜJK Emmaste, bevor er 2001 zum FC Levadia Tallinn wechselte.
Dmitrijev spielte von 2001 bis 2008 sowohl für den FC Levadia Tallinn als auch für dessen U-21-Verein FCI Levadia U21. Mit der Mannschaft wurde er dreimaliger estnischer Meister und Pokalsieger. Im Jahr 2008 lehnte er eine Vertragsverlängerung mit dem estnischen Verein ab und wechselte zum norwegischen Hønefoss BK. Am 31. März 2008 gab er auf Leihbasis sein Debüt in der 1. norwegischen Division für den neuen Verein und unterzeichnete am 30. Juli einen Vertrag mit der Mannschaft. Am 7. Februar 2011 unterschrieb er einen 2,5-Jahres-Vertrag beim Verein Ural Jekaterinburg, der in der Perwenstwo FNL spielt. Im Jahr 2012 löste er seinen Vertrag bei Ural auf und wechselte zum belarussischen FK Njoman Hrodna.
Nach weiteren belarussischen und russischen Stationen wechselte Dmitrijev im Februar 2015 zum estnischen FC Infonet Tallinn, wo er einen Zweijahresvertrag erhielt. Im Sommer 2017 wurde er an seinen ehemaligen Verein Hønefoss BK ausgeliehen. Am 2. Januar 2018 wechselte er zum Hauptstadtverein FC Flora Tallinn. Am Ende der Saison belegte er mit seinem Team den zweiten Platz in der Meisterschaft.
Im Jahr 2018 gab Dmitrijev das Ende seiner Karriere als Profispieler bekannt und verbrachte die Saison beim Fünftligisten Retro Tallinn. Gleichzeitig arbeitete er als Cheftrainer des Erstligisten JK Tallinna Kalev, mit dem er am Ende der Saison 2019 die Meistriliiga verließ und im März 2020 den Trainerposten aufgab. Im Jahr 2020 nahm er seine Spielerkarriere wieder auf und spielte zwei Jahre lang in der Meistriliiga für den Tallinna JK Legion.

## Internationale Karriere
Dmitrijev spielte für die estnische U-21-Nationalmannschaft und ist seit 2004 in der estnischen Fußballnationalmannschaft aktiv. Sein Debüt gab er in einem Freundschaftsspiel gegen die moldawische Nationalmannschaft. Am 31. August 2016 bestritt er sein 100. Spiel für die Nationalmannschaft gegen Malta.
Im Oktober 2019 wurde bekannt gegeben, dass das Abschiedsspiel am 26. März 2020 in der A. Le Coq Arena in Tallinn stattfinden wird, wo ein Freundschaftsspiel zwischen den Nationalmannschaften von Estland und Neukaledonien stattfinden wird. Aleksandr Dmitrijev hat insgesamt 106 Spiele für die Nationalmannschaft absolviert.